# حیات وحش (پویانمایی)
حیات وحش یا انقراض نام یک مجموعه پویانمایی ایرانی در ژانر طنز است که به کارگردانی و تصویرگری علی درخشی در سال ۱۳۹۲ تهیه شده‌ است.
این انیمیشن در ابتدا قرار بود در ۵۲ قسمت تهیه شود، ولی بعد از ساخت ۱۷ قسمت، بخش‌هایی از آن در سطح اینترنت منتشر شد و موجب شد تا کار نیمه‌کاره رها شود. هرچند همین قسمت‌ها هم با استقبال خوبی مواجه شد و حتی در خانه سینما، مجتمع فرهنگی هنری سوره و کشور افغانستان اکران شد.
همچنین شبکه آی فیلم در بین بخش های هر قسمت از مجموعهٔ کلاه قرمزی، یکی از قسمت های این انیمیشن را پخش می کرد.

## قسمت‌ها
۱۷ قسمتی که در شبکه آی‌فیلم پخش شد:
- آفتاب پرست
- بچه پنگوئن
- بزهای کوهی
- پالاگالوس (انقراض)
- خرس‌های قطبی
- زرافه‌ها
- زندگی گرازی
- شتر مرغ‌ها
- شیر
- عقاب‌ها
- فلامینگو
- فیل‌ها و ماموت‌ها
- کروکوندیل‌ها (کروکدیل ها)
- کفتارها
- کوسه‌ها
- گرگ‌ها
- گورخرها